# Tolypanthus pustulatus
Tolypanthus pustulatus är en tvåhjärtbladig växtart som beskrevs av Bryan Alwyn Barlow. Tolypanthus pustulatus ingår i släktet Tolypanthus och familjen Loranthaceae. Inga underarter finns listade i Catalogue of Life.